# Calvaire (Gahard)

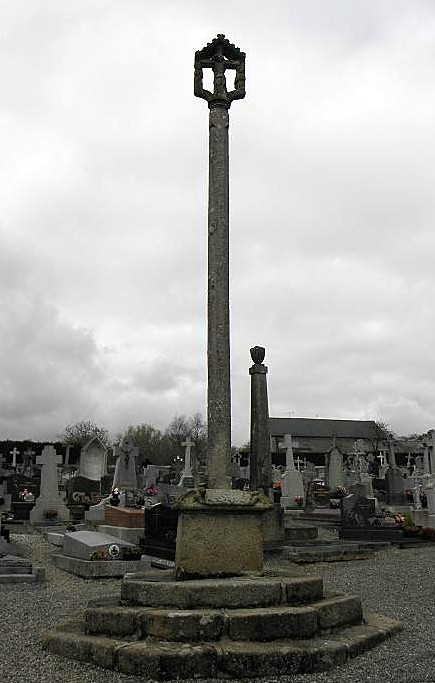
Calvaire in Gahard

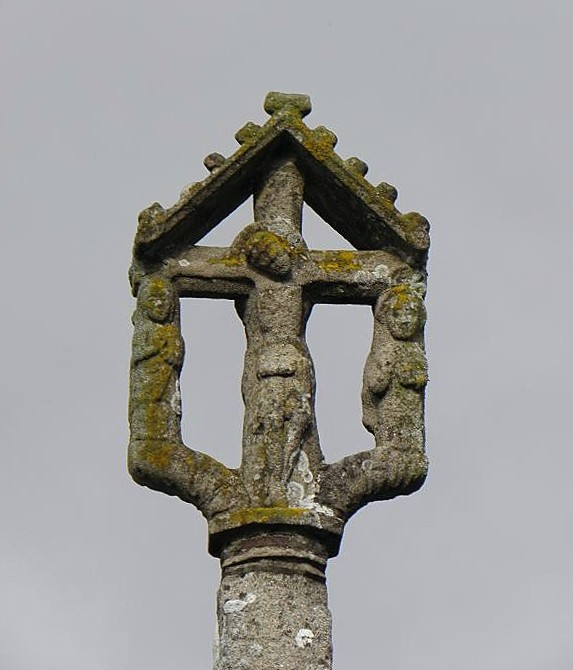
Skulptur der Kreuzigungsszene

Der Calvaire in Gahard, einer französischen Gemeinde im Département Ille-et-Vilaine der Region Bretagne, wurde im 15. Jahrhundert errichtet. Der sechs Meter hohe Calvaire steht hinter dem Eingang des Friedhofs.
Über einen dreistufigen Unterbau erreicht man die Basis, auf dem der achteckige Schaft steht. Er endet in vier Schilden, über denen die formmäßig dem Schaft angepasste Deckplatte hervortritt. Die Kreuzigungsszene ist aus einem einzigen, durchbrochenen Granitblock gemeißelt. Zu beiden Seiten des Gekreuzigten stehen auf leicht gebogenen Konsolen Maria und wahrscheinlich Maria Magdalena.